# PWRficient
PWRficient is een serie microprocessors van P.A. Semi waarvan de PA6T-1682M de enige was die een echt product werd.
PWRficient-processors voldoen aan de 64-bit Power ISA-specificatie en zijn ontworpen voor hoge prestaties en extreme energie-efficiëntie. De processors zijn zeer modulair en kunnen worden gecombineerd tot multi-core system-on-a-chip (SoC)-ontwerpen, waarbij CPU-, northbridge- en southbridge-functionaliteit worden gecombineerd op één enkele processorchip.

## Geschiedenis
De PA6T is de eerste en enige processorkern van P.A. Semi, die in twee verschillende productlijnen beschikbaar was: de 16xxM dual core en de 13xxM/E single core. Ze verschilden van elkaar qua L2-cachegrootte, geheugencontrollers, communicatiefunctionaliteit en cryptografische eigenschappen. P.A. Semi had plannen om tot 16 cores te gaan.
De PA6T was de eerste Power ISA-kern sinds tien jaar die helemaal van nul af ontworpen was buiten de AIM-alliantie. Aangezien Texas Instruments een investeerder was in P.A. Semi werd gesuggereerd dat diens fabricagefaciliteiten de PWRficient-processors zouden hebben vervaardigd.
PWRficient-processors werden aanvankelijk in februari 2007 naar geselecteerde klanten verzonden. In het vierde kwartaal van 2007 werden ze wereldwijd uitgebracht.
Nadat P.A. Semi in april 2008 door Apple, Inc. opgekocht werd stopte het met de ontwikkeling van PWRficient-processors. Het bedrijf bleef ze echter wel verder produceren, verkopen en ondersteunen wegens een overeenkomst met de Amerikaanse overheid voor gebruik in bepaalde militaire toepassingen. Sommige onderdelen van de PWRficient-architectuur werd later geïntegreerd in Apple silicon.

## Ontwerp
PWRficient-processors bestaan uit drie onderdelen: 

### CPU
PA6T
- Superscalaire, out-of-order 32-bit/64-bit Power ISA processorkern
- Voldoet aan de Power ISA v.2.04-specificatie
- Little-endian of big-endian
- 64/64 kB instructie- en data-L1 caches. 32 GB/s bandbreedte.
- Zes rekeneenheden, waaronder een double precision, FPU en AltiVec-eenheid
- Hypervisor en ondersteuning voor virtualisatie
- Maximaal 7 W bij 2 GHz
- 11 miljoen transistoren, 10 mm² oppervlakte @ 65 nm.

### Geheugensysteem
CONEXIUM
- Schaalbare cross-bar interconnect
- 1–8 SMP-kernen
- 1–2 L2 caches, van 512 KB tot 8 MB. 16 GB/s bandbreedte.
- 1–4 1067 MHz DDR2 geheugencontrollers. 16 GB/s bandbreedte.
- 64 GB/s piek bandbreedte
- MOESI cachecoherentie

### I/O
ENVOI
- Gecentraliseerde DMA-eenheid, 32 GB/s bandbreedte
- 16–64 SerDes-banen
- XAUI (10 Gigabit Ethernet)
- PCI Express
- SGMII (gigabit Ethernet)
- Aparte eenheden voor cryptografie, RAID, TCP

## Toepassingen
- Curtiss-Wright gebruikte de 1682M processor in zijn Champ-AV5 signaalverwerkingssysteem[9]
- NEC kondigde aan de 1682M processor te gaan gebruiken in zijn opslagsystemen[10]
- De CPU van de AmigaOne X1000 was een 1682M processor[11]